# Krško
Krško là một khu tự quản (tiếng Slovenia: občine, số ít – občina) trong vùng Spodnjeposavska của Slovenia. Krško có diện tích 286.5 km2, dân số là theo điều tra ngày 31 tháng 3 năm 2002 là 25167 người. Thủ phủ khu tự quản Krško đóng tại Krško.